# PSI-missing
《PSI-missing》是日本流行歌手川田真美的第6張單曲。於2008年10月29日由NBC环球娱乐发行，上一首歌是一年前的第五首单曲《JOINT》。这首歌被用作动画系列魔法禁书目录的第一个片头曲。
一起发行的B面的雨被用作魔法禁书目录第十二集的插曲。
这首单曲有CD+DVD限量版(GNCV-0009)和一个常规CD版(GNCV-0010)。其DVD包含了“PSI-missing”的宣传视频。

## 收錄曲
1. PSI-missing（4:20）
作詞：川田まみ／作曲：中澤伴行／編曲：中澤伴行、尾崎武士
  - AT-X和全國獨立UHF放送協議會的日本電視動畫《魔法禁書目錄》前期主題曲
2. 雨（4:36）
作詞：川田まみ／作曲：中澤伴行／編曲：中沢伴行、尾崎武士
  - UHF各局放送的電視動畫『魔法禁書目錄』插入歌（第12話）
3. PSI-missing（Instrumental）（4:23）

## 宣傳錄影帶

### 歌手
- 川田真美

### 宣傳錄影帶工作人員
- 綜合製作者：一法師康孝（FUCTORY records／I've）
- 製作者：石原裕久（DNA）
- 董事：赤星☆淳哉
- 照相機：NOBUAKI IMURA
- 照明：SHIGETAKA YONEZAWA
- 髮型&化妝：IKUMI MARUYAMA
- 設計師：前田千佳子（MORIS）
- eday －タ－：赤星☆淳哉
- 製作經理：黒川祥志（DNA）・AKIMTSU MORIMOTO（DNA）
- 製作：Dance Not Act
- 服裝協力：ATELIER-PIERROT
- 綜合生產：I've&Geneon Universal Entertainment Japan, LLC.

## 相關項目
- Rimless〜フチナシノセカイ〜
- 誓い言〜スコシだけもう一度〜

## 外部連結
- GENEON OFFICIAL WEB SITE
- Mami Kawada OFFICIAL WEB SITE「m.a.l.l.」
- Mami Kawada NBCUniversal Entertainment Japan OFFICIAL SITE（页面存档备份，存于）
- 「PSI-missing」介紹
- 電視動畫「魔法禁書目錄」官方網站